# Kauser Jakab (kőfaragó)
Kauser Jakab (Pest, 1832 körül – Budapest, 1893.) magyar szobrász, kőfaragó és sírkőkészítő mester.

## Élete

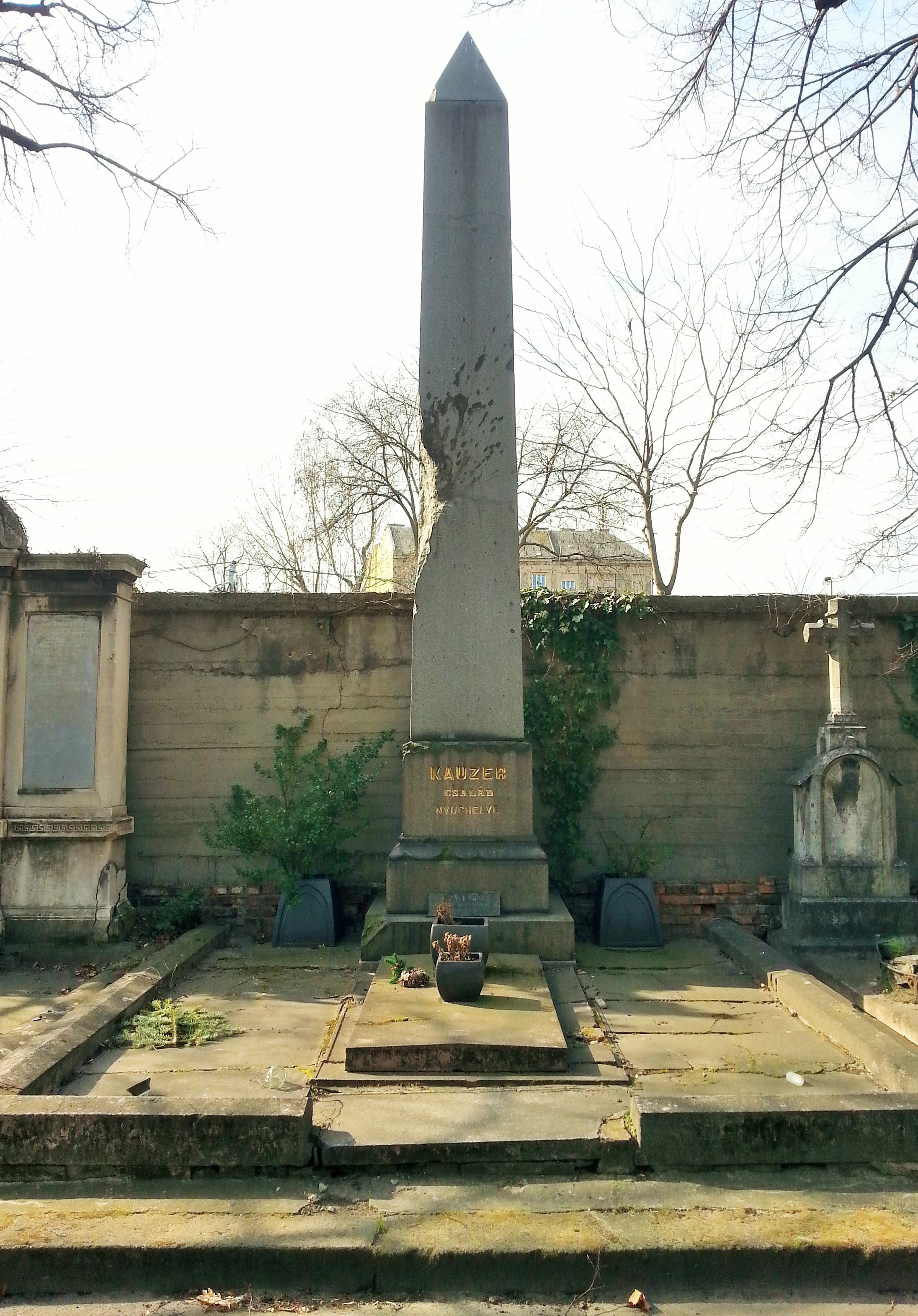
A Kauser-család síremléke a Fiumei úti sírkertben (jobb oldali falsírboltok 103.)

Kauser József (1788–1841) kőfaragó és Tonner Katalin fiaként Kauser János fivéreként született. 1865-től folytatott Pesten kőfaragó-mesterséget. Több köztéri szobrot tervezett (az első fővárosi állatkert kőfaragó munkái, Huszár Adolf: Petőfi Sándor és Aradi Zsigmond: Brunswick Teréz szobrának kőfaragó munkái), de segítette az építészetet is a Mátyás-templom építésekor a földásási és faltisztítási munkákban. Másik jelentős tevékenységi területe a sírkőkészítés volt. Nem kisebb személynek, mint Arany Jánosnak is ő készítette síremlékét, de sok más síremlék ki kikerült a műhelyéből. A Fiumei úti sírkertben található, beazonosított síremlékek jegyzéke Tóth Vilmos könyvében olvasható.
Alelnöke volt a Budapesti Építőmesterek, Kőművesek, Kőfaragók és Ácsmesterek Ipartestületének is.
Testét a Fiumei úti sírkertben helyezték örök nyugalomra (jobb oldali falsírboltok 103.).